# Ana Aurora do Amaral Lisboa
Ana Aurora do Amaral Lisboa (Rio Pardo, 24 de setembro de 1860 — Rio Pardo, 22 de março de 1951) foi uma professora, poetisa, ativista política, escritora brasileira.

## Biografia
Filha de Joaquim Pedro da Silva Lisboa e de Maria Carlota do Amaral, estudou por dois anos na Escola Normal de Porto Alegre, formando-se em 1883, com nota máxima em todas as matérias. Foi contratada como professora do estado, mais tarde, devido a Revolução Federalista é transferida para Júlio de Castilhos, porém revoltada escreve violenta carta ao presidente da província protestando. A partir daí passa a ser perseguida, junto com seus irmãos, inclusive no jornal A Federação, nunca mais voltando ao magistério público.
Foi considerada a precursora do ensino supletivo para adultos, fundadora, juntamente com suas irmãs Zamira e Carlota, do Colégio Amaral Lisboa. Dedicou-se durante cinquenta e cinco anos ao ensino, acolhendo alunos muitas vezes gratuitamente. Deixou o magistério em avançada idade, junto com sua irmã Zamira, praticamente cega e passou a viver de caridade. Em 1937 o governo estadual lhes concedeu uma pensão vitalícia, que lhes permitiu sobreviver. Em 1944 foram homenageadas por um grupo de ex-alunos, tanto castilhistas como maragatos, com uma herma em praça pública.
Publicou artigos em jornais, como A Reforma e Correio do Povo, além de livros Minha Defesa, Preitos à Liberdade, A culpa dos pais, entre outros. Usou, além do próprio nome, os pseudônimos José Anselmo e Aura Lys.